# 포리 모니
포리 모니(벵골어: পরীমনি, 1992년 10월 24일 ~ )는 방글라데시의 배우, 모델이다.